# Gurupi EC
Gurupi EC is een Braziliaanse voetbalclub uit Gurupi in de staat Tocantins.

## Geschiedenis
De club werd opgericht in 1988. Ze namen in 1995, 1996 en 2004 deel aan de Série C. Ze werden al vijf keer staatskampioen. In 2019 trok de club zich terug uit de competitie wegens financiële problemen. Ze hadden zich ook geplaatst voor de Série D 2019, maar Interporto nam deze plaats over.

## Erelijst
Campeonato Tocantinense
1996, 1997, 2010, 2011, 2012, 2016